# Chaunay
Chaunay is een gemeente in het Franse departement Vienne (regio Nouvelle-Aquitaine) en telt 1180 inwoners (1999). De plaats maakt deel uit van het arrondissement Montmorillon.

## Geografie
De oppervlakte van Chaunay bedraagt 39,1 km², de bevolkingsdichtheid is 30,2 inwoners per km².
De onderstaande kaart toont de ligging van Chaunay met de belangrijkste infrastructuur en aangrenzende gemeenten.

## Demografie
Onderstaande figuur toont het verloop van het inwonertal (bron: INSEE-tellingen).